# Bordáskel
A bordáskel (Brassica rapa subsp. chinensis), egyéb nevein bok choy, pak choi vagy bok choi a Brassica rapa alfaja, a kínai kel rokona. Kínai elnevezése hsziao paj caj (小白菜, xiǎo bái cài) vagy Sanghaj csing (上海青, Shànghǎi qīng). 
Ázsiában elterjedt kerti növény, mely fejet nem képez. Saláták népszerű összetevője, de másképp is felhasználható, például levesben vagy köretként. Viszonylag rövid, 20–75 napos tenyészideje miatt gyorsan termeszthető. Sok vizet igényel, szereti a hűvös, párás időt, Magyarországon azonban április közepe-vége előtt nem ajánlott ültetni. Októberig termeszthető.